# Équeurdreville-Hainneville
Équeurdreville-Hainneville és un municipi francès situat al departament de la Manche i a la regió de Normandia. L'any 2007 tenia 17.569 habitants.

## Demografia

### Població
El 2007 la població de fet d'Équeurdreville-Hainneville era de 17.569 persones. Hi havia 7.354 famílies de les quals 2.398 eren unipersonals (1.019 homes vivint sols i 1.379 dones vivint soles), 2.041 parelles sense fills, 2.282 parelles amb fills i 633 famílies monoparentals amb fills.
La població ha evolucionat segons el següent gràfic:
Habitants censats

### Habitatges
El 2007 hi havia 7.891 habitatges, 7.463 eren l'habitatge principal de la família, 97 eren segones residències i 331 estaven desocupats. 5.310 eren cases i 2.570 eren apartaments. Dels 7.463 habitatges principals, 3.902 estaven ocupats pels seus propietaris, 3.498 estaven llogats i ocupats pels llogaters i 63 estaven cedits a títol gratuït; 175 tenien una cambra, 750 en tenien dues, 1.690 en tenien tres, 2.174 en tenien quatre i 2.672 en tenien cinc o més. 4.416 habitatges disposaven pel capbaix d'una plaça de pàrquing. A 3.699 habitatges hi havia un automòbil i a 2.581 n'hi havia dos o més.

### Piràmide de població
La piràmide de població per edats i sexe el 2009 era:
| Homes | Edats   | Dones |
| ----- | ------- | ----- |
| 0     | 95 o +  | 12    |
| 20    | 90 a 94 | 80    |
| 32    | 85 a 89 | 140   |
| 100   | 80 a 84 | 160   |
| 208   | 75 a 79 | 312   |
| 220   | 70 a 74 | 320   |
| 276   | 65 a 69 | 392   |
| 420   | 60 a 64 | 408   |
| 340   | 55 a 59 | 428   |
| 588   | 50 a 54 | 520   |
| 648   | 45 a 49 | 604   |
| 812   | 40 a 44 | 736   |
| 792   | 35 a 39 | 832   |
| 728   | 30 a 34 | 712   |
| 596   | 25 a 29 | 620   |
| 376   | 20 a 24 | 360   |
| 744   | 15 a 19 | 680   |
| 776   | 10 a 14 | 768   |
| 656   | 5 a 9   | 712   |
| 520   | 0 a 4   | 524   |

## Economia
El 2007 la població en edat de treballar era d'11.225 persones, 7.712 eren actives i 3.513 eren inactives. De les 7.712 persones actives 6.743 estaven ocupades (3.717 homes i 3.026 dones) i 969 estaven aturades (450 homes i 519 dones). De les 3.513 persones inactives 1.122 estaven jubilades, 1.211 estaven estudiant i 1.180 estaven classificades com a «altres inactius».

### Ingressos
El 2009 a Équeurdreville-Hainneville hi havia 7.265 unitats fiscals que integraven 17.235 persones, la mediana anual d'ingressos fiscals per persona era de 17.929,5 €.

### Activitats econòmiques
Dels 399 establiments que hi havia el 2007, 7 eren d'empreses extractives, 13 d'empreses alimentàries, 1 d'una empresa de fabricació de material elèctric, 8 d'empreses de fabricació d'altres productes industrials, 38 d'empreses de construcció, 95 d'empreses de comerç i reparació d'automòbils, 9 d'empreses de transport, 28 d'empreses d'hostatgeria i restauració, 6 d'empreses d'informació i comunicació, 19 d'empreses financeres, 17 d'empreses immobiliàries, 45 d'empreses de serveis, 85 d'entitats de l'administració pública i 28 d'empreses classificades com a «altres activitats de serveis».
Dels 98 establiments de servei als particulars que hi havia el 2009, 1 era una oficina d'administració d'Hisenda pública, 2 oficines de correu, 8 oficines bancàries, 2 funeràries, 8 tallers de reparació d'automòbils i de material agrícola, 2 tallers d'inspecció tècnica de vehicles, 6 autoescoles, 7 guixaires pintors, 8 fusteries, 5 lampisteries, 9 electricistes, 3 empreses de construcció, 11 perruqueries, 1 veterinari, 1 agència de treball temporal, 13 restaurants, 5 agències immobiliàries, 2 tintoreries i 4 salons de bellesa.
Dels 50 establiments comercials que hi havia el 2009, 3 eren supermercats, 1 una gran superfície de material de bricolatge, 4 botiges de menys de 120 m², 10 fleques, 10 carnisseries, 3 peixateries, 2 llibreries, 5 botigues de roba, 2 botigues d'equipament de la llar, 1 una botiga d'equipament de la llar, 2 botigues de mobles, 1 una botiga de mobles, 1 una perfumeria i 5 floristeries.
L'any 2000 a Équeurdreville-Hainneville hi havia 26 explotacions agrícoles que ocupaven un total de 413 hectàrees.

## Equipaments sanitaris i escolars
El 2009 hi havia 1 hospital de tractaments de curta durada, 1 hospital de tractaments de mitja durada (seguiment i rehabilitació), 7 farmàcies i 1 ambulància.
El 2009 hi havia 6 escoles maternals i 7 escoles elementals. A Équeurdreville-Hainneville hi havia 1 col·legi d'educació secundària i 1 liceu tecnològic. Als col·legis d'educació secundària hi havia 539 alumnes i als liceus tecnològics 515.

## Poblacions més properes
El següent diagrama mostra les poblacions més properes.